# Mother (песня Акселя Ирсу)
«Mother» (Мать) — песня в исполнении бельгийского певца Акселя Ирсу, с которой он представил Бельгию на конкурсе песни «Евровидение-2014».
Песня была выбрана 16 марта 2014 года на национальном отборе Бельгии на «Евровидение», что позволило Акселю представить свою страну на международном конкурсе песни «Евровидение-2014», который прошёл в Копенгагене, Дания.

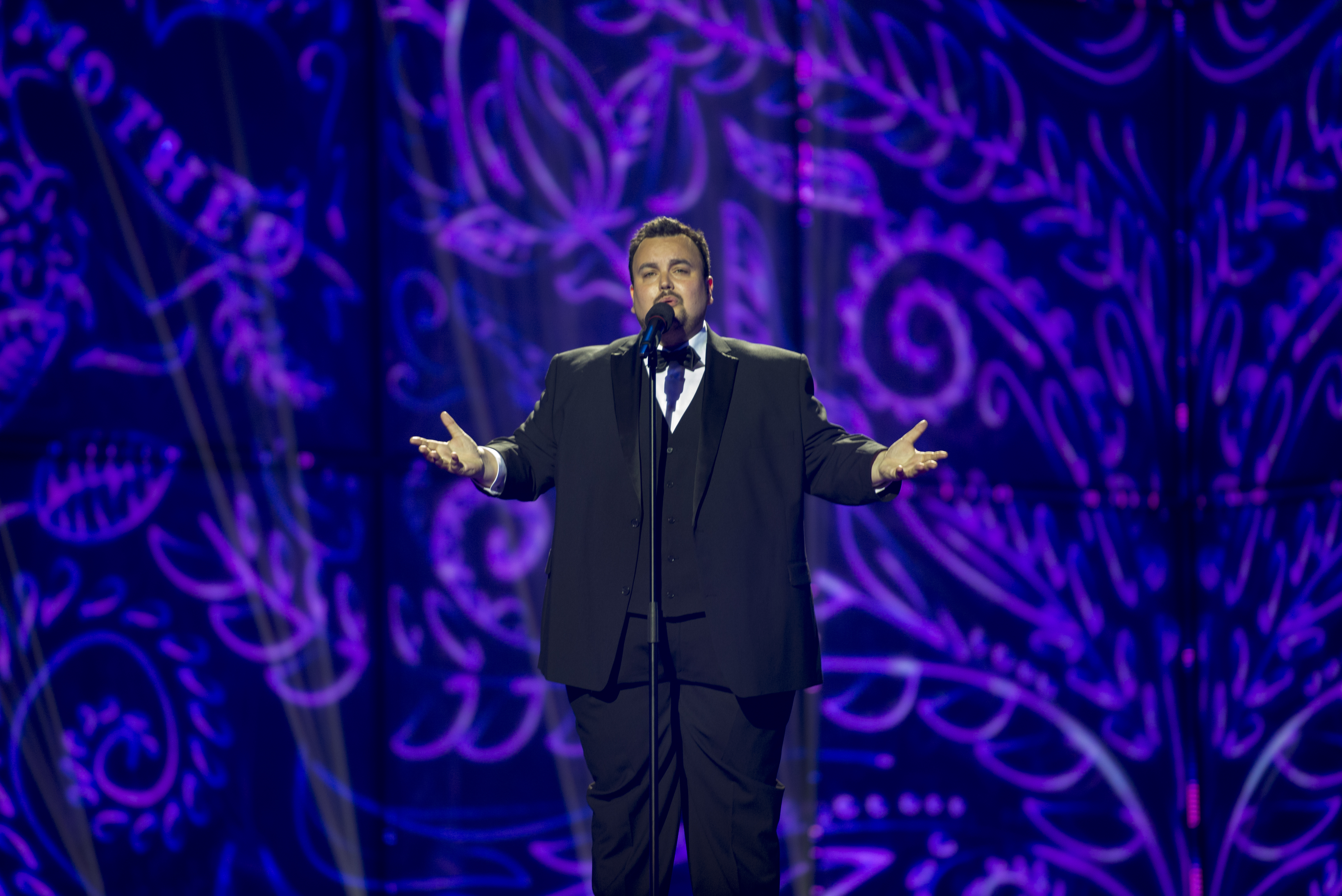
Выступление в полуфинале

## Список композиций
| №  | Название                 | Длительность |
| -- | ------------------------ | ------------ |
| 1. | «Mother» (Eurosong 2014) | 3:00         |

## Позиции в чартах
| Чарт (2014)                    | Наивысшая позиция |
| ------------------------------ | ----------------- |
| Бельгия/Фландрия (Ultratop 50) | 7                 |
| Бельгия/Валлония (Ultratop 50) | 32                |